# Прекрасная лгунья
«Прекрасная лгунья» (нем. Die schöne Lügnerin, фр. La Belle et l'Empereur) — художественный фильм франко-германского производства 1959 года по мотивам комедии Юста Шоя и Эрнста Набхута. Премьера состоялась во Франкфурте-на-Майне 10 сентября 1959 года. Во Франции фильм вышел на экраны 1 июня 1960 года под названием «Красавица и император».

## Сюжет
Действие фильма разворачивается в Вене в 1815 году, когда там заседал Венский конгресс. Юная красавица Фанни Эмметсридер, родом из простой семьи, зарабатывает на жизнь изготовлением дамских корсетов. Она влюблена в Мартина, который выдаёт себя за камердинера князя Меттерниха. На самом деле деле Мартин — граф, которому по положению не подобает вступать в связь с простолюдинкой. Узнав правду о Мартине, рассерженная Фанни отправляется во дворец, где заседает Венский конгресс. Там она встречает царя Александра, который принимает Фанни за юную дворянку и приглашает на бал. Фанни окончательно запутывается во лжи и вынуждена притворяться перед делегатами Венского конгресса представительницей дворянского рода. История приобретает новый оборот, когда Фанни придумывает историю про то, как Наполеон Бонапарт сбежал с острова Эльба. История показалась настолько правдоподобной, что противники Наполеона объявили срочную всеобщую мобилизацию. Фанни не ожидала такого эффекта от своих фантазий и признаётся во лжи. Тем временем вымысел становится правдой, и в Вену приходят новости о том, что Наполеон действительно вернулся во Францию. Фанни превращается в героиню, царь Александр возводит её в дворянки, что открывает возможность свадьбы с её возлюбленным Мартином.

## В ролях
- Роми Шнайдер — Фанни Эмметсридер
- Жан-Клод Паскаль — царь Александр
- Гельмут Лонер — граф Мартин Вальдау
- Шарль Ренье — князь Меттерних
- Ганс Мозер — дедушка Эмметсридер
- Йозеф Майнрад — барон Хагер
- Франц Шафхайтлин — посол Великобритании лорд Стюарт